# Ignacio Torres
Ignacio "Nacho" Torres Olvera (ur. 25 września 1983 w mieście Meksyk) – meksykański piłkarz pochodzenia panamskiego występujący na pozycji środkowego pomocnika, obecnie zawodnik Atlante.

## Kariera klubowa
Torres, syn Panamczyka i Meksykanki, pochodzi ze stołecznego mieście Meksyk i jest wychowankiem tamtejszego zespołu piłkarskiego Club América. Do seniorskiej drużyny został włączony w wieku 19 lat przez szkoleniowca Manuela Lapuente. W meksykańskiej Primera División zadebiutował 4 maja 2003 w przegranym 1:3 spotkaniu z Cruz Azul. Nie potrafiąc wywalczyć sobie miejsca w wyjściowym składzie, w lipcu 2004 odszedł na wypożyczenie do drugoligowego San Luis FC. Szybko został podstawowym graczem zespołu prowadzonego przez Carlosa Reinoso i już po roku awansował z nim do najwyższej klasy rozgrywkowej. W ciągu półtora roku spędzonego w San Luis wystąpił w 44 ligowych meczach, zdobywając jedną bramkę. Rozgrywki Clausura 2004 spędził na kolejnym wypożyczeniu, w występującym w drugiej lidze Tampico Madero FC.
Latem 2007 Torres podpisał umowę ze swoim byłym zespołem, San Luis FC. Początkowo pełnił w nim rolę rezerwowego, jednak po roku trener Raúl Arias uczynił z niego podstawowego piłkarza pierwszej jedenastki. Przez pięć lat gry w klubie nie zanotował jednak żadnego poważniejszego osiągnięcia w lidze. W 2008 roku wziął udział w pierwszym międzynarodowym turnieju w karierze, Copa Sudamericana, odpadając z niego w 1/8 finału. Później, także bez większych sukcesów, występował w trzech edycjach Copa Libertadores. W lipcu 2012 na zasadzie rocznego wypożyczenia zasilił ekipę Atlante FC z miasta Cancún.
| Sezon     | Klub              | Kraj   | Rozgrywki        | Mecze | Bramki |
| --------- | ----------------- | ------ | ---------------- | ----- | ------ |
| 2002/2003 | Club América      | Meksyk | Primera División | 1     | 0      |
| 2003/2004 | Club América      | Meksyk | Primera División | 2     | 0      |
| 2004/2005 | San Luis FC       | Meksyk | Liga de Ascenso  | 38    | 1      |
| 2005/2006 | San Luis FC       | Meksyk | Primera División | 6     | 0      |
| 2005/2006 | Tampico Madero FC | Meksyk | Liga de Ascenso  | 18    | 4      |
| 2006/2007 | Club América      | Meksyk | Primera División | 16    | 0      |
| 2007/2008 | San Luis FC       | Meksyk | Primera División | 19    | 0      |
| 2008/2009 | San Luis FC       | Meksyk | Primera División | 32    | 0      |
| 2009/2010 | San Luis FC       | Meksyk | Primera División | 30    | 0      |
| 2010/2011 | San Luis FC       | Meksyk | Primera División | 26    | 0      |
| 2011/2012 | San Luis FC       | Meksyk | Primera División | 23    | 0      |
| 2012/2013 | Atlante FC        | Meksyk | Primera División |       |        |

## Kariera reprezentacyjna
W 2003 roku Torres został powołany przez selekcjonera Eduardo Rergisa do reprezentacji Meksyku U-20 na Młodzieżowe Mistrzostwa Świata w Zjednoczonych Emiratach Arabskich. Na turnieju tym był podstawowym graczem swojej drużyny i wystąpił we wszystkich trzech spotkaniach, z czego w dwóch w pierwszym składzie, nie zdobywając bramki. Jego kadra odpadła natomiast już w fazie grupowej, notując remis i dwie porażki.